# 地域医療機能推進機構埼玉メディカルセンター

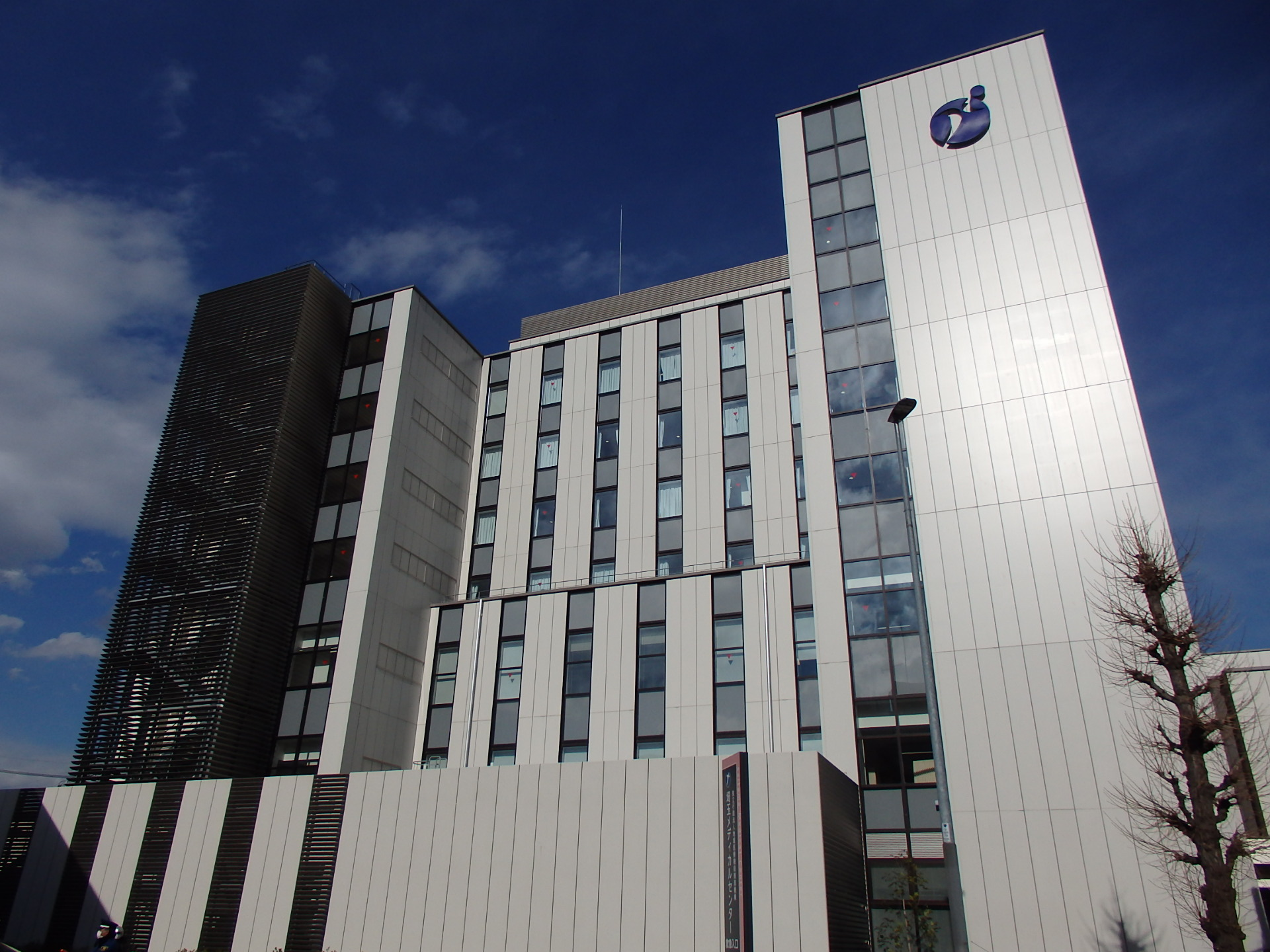
病院正面

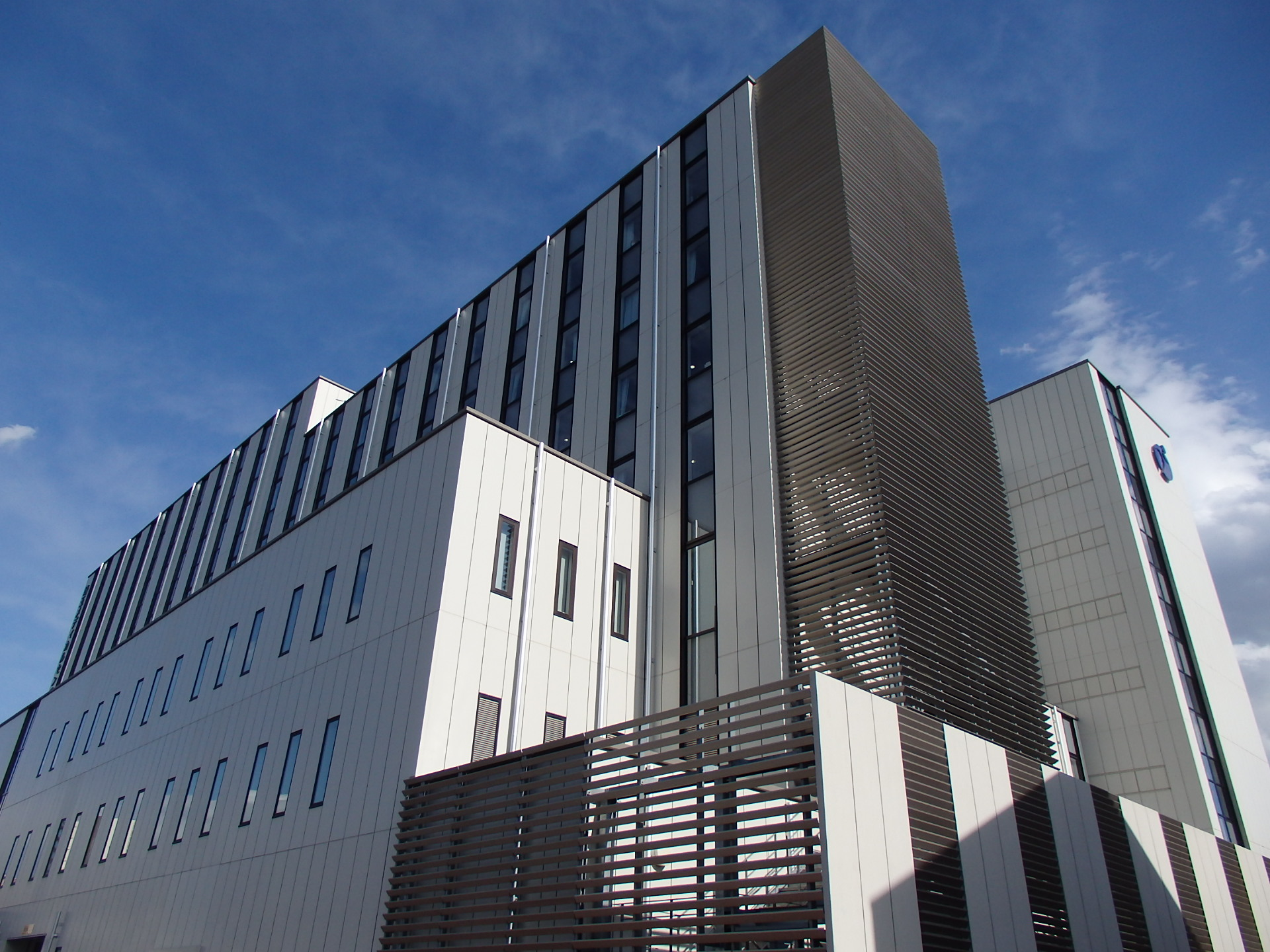
病院北側

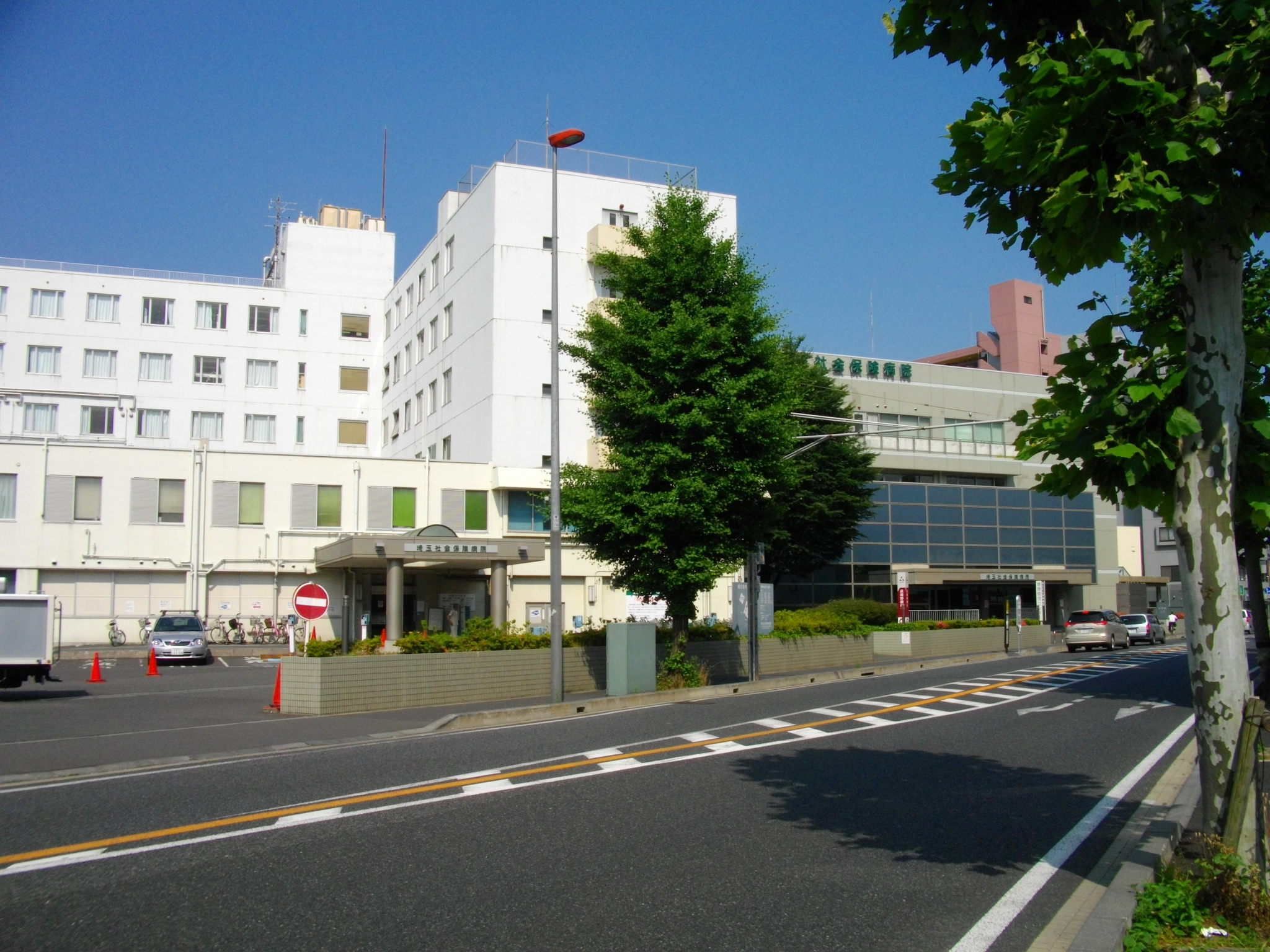
建て替え前の病院

地域医療機能推進機構埼玉メディカルセンター（ちいきいりょうきのうすいしんきこうさいたまメディカルセンター）は、埼玉県さいたま市浦和区北浦和四丁目に所在する病院。独立行政法人の地域医療機能推進機構が運営する。1955年に「社会保険埼玉中央病院」に改称し現在地へ移設、1999年には「埼玉社会保険病院」に再改称され、2014年に現呼称へ改名された。2001年5月までの旧浦和市時代には市内最大の病院であった（2014年までは病床数が439床あった）。通称JCHO埼玉メディカルセンター（ジェイコーさいたまメディカルセンター）。

## 沿革
- 1944年（昭和19年）3月30日 - 東京都下谷区竜泉寺町412に健康保険組合連合会が健康保険組合連合会第一病院を開院。
- 1945年（昭和20年）
  - 4月5日 - 3月10日の東京大空襲で病院が焼け、下谷区上野桜木町元三野医院跡に健康保険組合連合会第一病院鴬谷分院の名称で再開。
  - 4月13日 - 再び空襲で病院が焼失。
  - 4月28日 - 常盤町3-83の大川病院を買収し、健康保険組合連合会第一病院再発足。内科・外科・耳鼻咽喉科・眼科・産婦人科・小児科を設置。
- 1948年（昭和23年）2月1日 - 厚生省が買収し、埼玉社会保険協会が経営を受託、社会保険第一病院に改称。
- 1954年（昭和29年）11月 - 浦和合同庁舎跡地の現在地を埼玉県から借用し、着工。3月竣工。
- 1955年（昭和30年）5月31日 - 診療開始。（開院は6月1日）社会保険埼玉中央病院と改称。
- 1963年（昭和38年）5月31日 - 6階建の新館が竣工。
- 1964年（昭和39年）3月31日 - 6階建の新館（2棟目）が竣工。
- 1999年（平成11年） - 社会保険埼玉中央病院から埼玉社会保険病院に改称。
- 2014年（平成26年）4月1日 - 2009年の社会保険庁の廃止に伴い、JCHO(地域医療機能推進機構)の病院として埼玉メディカルセンターに改称。

## 病棟建て替え
南棟と北棟で分かれていたが、北棟は築40年を経過していたため、解体し、業務を続けながら段階的に建て替えることとなった。南棟は耐震補強工事を行った。建て替え前後ではどちらも延べ床面積は31,588 m2である。高さが6階建から8階建てに変わり、駐車場が増えた。東日本大震災後に新たな耐震化基準ができ、補助金が支給された。そのため建て替え時期が早まるかわりに、病床数が439床から395床に縮小された。

## 診療科
- 内科
  - 一般内科
  - 呼吸器内科
  - 循環器内科
  - 消化器内科
  - 内分泌・代謝（糖尿病）内科
  - 血液内科
  - 神経内科
  - 腎・高血圧内科
- 腎センター
- 精神神経科
- 小児科
- 外科
- 乳腺外科
- 整形外科
- 形成外科
- 小児科
- 皮膚科
- 泌尿器科
- 産婦人科
- 眼科
- 耳鼻咽喉科
- 心療内科
- 放射線治療科
- 病理診断科
- 麻酔科

## 医療機関の指定など
- 保険医療機関
- 二次救急医療機関
- 結核指定医療機関
- 生活保護法指定医療機関
- 労災保険指定病院
- 原爆医療指定医療機関
- 障害者自立支援法指定医療機関（育成医療、更生医療、精神医療）
- 養育医療機関
- 身障手帳交付診断機関
- 病院機能評価認定施設
- その他毎年契約を行う診断契約
- 卒後臨床研修評価認定施設
- 人間ドック・健診施設機能評価認定施設
- 埼玉県がん診療指定病院
- 厚生労働省臨床研修病院
- 日本内科学会認定医教育病院
- 日本外科学会外科専門医制度修練施設
- 日本整形外科学会認定医研修施設
- 日本形成外科学会認定教育関連施設
- 日本泌尿器科学会専門医教育施設
- 日本眼科学会専門医制度研修施設
- 日本耳鼻咽喉科学会専門医研修施設
- 日本皮膚科学会認定専門医研修施設
- 日本医学放射線学会放射線科専門医修練機関
- 日本麻酔科学会麻酔科認定病院
- 日本病理学会研修認定施設
- 日本臨床細胞学会認定施設
- 日本消化器病学会専門医認定施設
- 日本消化器内視鏡学会認定指導施設
- 日本食道学会全国登録認定施設
- 日本呼吸器内視鏡学会専門医認定施設
- 日本糖尿病学会認定教育施設
- 日本腎臓学会研修施設
- 日本循環器学会認定循環器専門医研修施設
- 日本透析医学会専門医認定施設
- 日本老年医学会認定施設
- 日本神経学会専門医教育関連施設
- 日本リウマチ学会教育施設
- 日本乳癌学会認定施設
- 日本甲状腺学会認定専門医施設
- 婦人科悪性腫瘍化学療法研究機構登録参加施設
- 日本がん治療認定医機構認定研修施設
- 認定輸血検査技師制度指定施設
- 認定臨床微生物検査技師制度研修施設
- 耐性菌サーベイランス認証施設
- 日本病態栄養学会認定栄養管理・NST実施施設
- 日本静脈経腸栄養学会ＮＳＴ稼動認定施設
- 日本人間ドック学会研修施設
- 呼吸器外科専門医制度慶応義塾大学病院関連施設
- 日本呼吸器学会関連施設
- 日本高血圧学会専門医認定施設

## 交通アクセス
- JR京浜東北線北浦和駅から徒歩3分。